# Ropalopus femoratus
Ropalopus femoratus е вид бръмбар от семейство Сечковци (Cerambycidae). Видът не е застрашен от изчезване.

## Разпространение и местообитание
Разпространен е в Австрия, Белгия, Босна и Херцеговина, България, Германия, Гърция, Испания, Италия, Латвия, Полша, Северна Македония, Румъния, Словакия, Словения, Сърбия (Косово), Турция, Украйна, Унгария, Франция, Хърватия, Черна гора, Чехия, Швейцария и Швеция.
Обитава гористи местности, планини, възвишения, хълмове и храсталаци.

## Описание
Популацията на вида е стабилна.